# Europastraße 68
Die Europastraße 68 (kurz: E 68) ist ein Teil des internationalen Straßen-Netzes. Die von Westen nach Osten verlaufende Europastraße ist 499 Kilometer lang und führt von Szeged in Ungarn bis nach Brașov in Rumänien. Hier verläuft die Straße zum Teil auf gleicher Strecke mit der Nationalstraße 7 (Bukarest–Nădlac).
Die Straße führt durch folgende Orte: Szeged – Makó – Nagylak-Nădlac – Arad – Deva – Orăștie – Sebeș – Sibiu – Făgăraș – Brașov.
In Rumänien führt die Straße von Arad bis Vințu de Jos ca. 150 Kilometer entlang des Flusses Mureș (Mieresch), dann im Süden des Siebenbürgischen Beckens teilweise entlang des Olt (Alt).

## Verlauf
Sie beginnt in Ungarn am Autobahnknotenpunkt Szeged-észak der Autópálya M43 und endet in Brașov.
| M43 | Szeged—Makó—Csanádpalota—Grenzübergang Csanádpalota/Nădlac      | 58 km  |
| DN7 | Grenzübergang Csanádpalota/Nădlac—Arad—Deva—Orăștie—Sebeș—Sibiu | 335 km |
| DN1 | Făgăraș—Brașov                                                  | 126 km |

## Bedeutung
Die Europastraße 68 ist eine der meistbefahrenen Überlandstraßen in Rumänien. Seit dem Beginn der Jugoslawienkriege Anfang der 1990er Jahre waren die Transitwege durch Serbien gesperrt und der gesamte Transitverkehr aus der Türkei nach Mittel- und Nordeuropa verlagerte sich auf die Europastraße 68. Diese war jedoch nicht für ein solches Verkehrsaufkommen geplant, und besonders die Strecke zwischen Sibiu, wo die aus dem Süden kommende Europastraße 81 einmündet, und Szeged entwickelte sich zu einer Verkehrshölle. Aus der Zeit des Kommunismus gab es keine Ortsumfahrungen, und der Straßenverlauf ging mitten durch die teilweise langgezogenen Straßendörfer. In den Dörfern war dies auch die Dorfhauptstraße, weshalb auch landwirtschaftliche Nutzfahrzeuge und Pferdekutschen diese Verkehrsfläche nutzen mussten. Zahlreiche teils schwere Unfälle waren die Folge. Extreme Unfallhäufungspunkte waren das Dorf Apoldu de Sus/Großpold, die Stadt Sebeș/Mühlbach, die schmalen Ortsdurchfahrten im Miereschtal sowie die Strecke zwischen Arad und Nădlac. Am Grenzübergang Nagylak-Nădlac kam es regelmäßig zu kilometerlangen Staus. In Ungarn waren vor allem die Orte Nagylak, Apátfalva, sowie Makó und Kiszombor von der Verkehrslawine betroffen. In den ersten Jahren nach Ende des Kommunismus ging der gesamte Verkehr auch durch die Städte Sibiu, Orăștie, Deva und Arad sowie in Ungarn durch das Stadtzentrum von Szeged.
Eine erste Entlastung wurde Ende der 1990er Jahre durch den Bau einer Umfahrung (rum. Centură) um die Stadt Arad geschaffen, während die großen Überlandstrecken teilweise vierspurig ausgebaut wurden. Nach Ende der Jugoslawienkriege verlagerte sich der Transitverkehr aus der Türkei nur sehr zaghaft zurück auf den Autoput durch Serbien. Mittlerweile war das Verkehrsaufkommen auch in Rumänien so stark angestiegen, dass es zu keiner Erleichterung der Verkehrssituation kam. Mit dem EU-Beitritt Ungarns im Jahr 2004 verschärften sich sogar die Wartezeiten an der Grenze, da diese nun eine EU-Außengrenze darstellte. Eine spürbare Erleichterung für die betroffenen Orte trat erst mit dem schrittweisen Bau einer Autobahn, sowohl in Ungarn, als auch in Rumänien, ein. In Ungarn wurde mit der Autópálya M43 eine Umfahrung um die Stadt Szeged gebaut. Anfang Juli 2015 wurde das restliche Teilstück der ungarischen M43 zwischen Nagylak und Makó sowie der neue Autobahngrenzübergang zwischen Rumänien und Ungarn eröffnet, sodass das rumänische Autobahnnetz zum ersten Mal an das europäische Autobahnnetz angeschlossen ist. Die Autostrada A1 ist in Rumänien mittlerweile von Nădlac bis kurz nach Lugoj bei Traian Vuia und von Deva bis nach Sibiu fertiggestellt. Die Autobahnabschnitte zwischen Lugoj und Deva sollen 2017 und 2018 fertiggestellt werden.
Der EU-Beitritt Rumäniens im Jahr 2007 verringerte die Staus an der Grenze bei Nagylak-Nădlac. Da aber Rumänien noch nicht Mitglied des Schengener Abkommens ist, kommt es dort nach wie vor zu Personenkontrollen. Besonders um den Kinderhandel einzudämmen, werden alle aus Rumänien kommenden Fahrzeuge mit Minderjährigen an Bord kontrolliert. Auch der Warentransport wird stichprobenartig kontrolliert, weshalb bei Schwerpunktaktionen längere Staus nach wie vor vorkommen. Durch den Pferdefleischskandal in Europa 2013, wurden diese Kontrollen, speziell bei Lebendtiertransporten, wieder intensiviert. Nach dem EU-Beitritt wurde in Rumänien auch ein Gesetz erlassen, das es Pferdekutschen verbietet, auf Nationalstraßen zu fahren. Dies reduzierte die Staus und Unfälle in den Dörfern, besonders da viele Kutschen auch nachts und unbeleuchtet unterwegs waren, doch haben viele Kleinbauern jetzt keine Möglichkeit mehr ihre Produkte zum Markt in die Städte zu bringen.
In Rumänien wird derzeit an der Autostrada A1 gebaut, von der schon Teilstücke fertiggestellt sind. So wurde 2010 die Autobahnumfahrung von Sibiu dem Verkehr übergeben und Ende 2013 auch der Abschnitt zwischen Deva und Sebeș sowie ein Großteil des Abschnittes zwischen Sebeș und Sibiu. Ende 2014 wurde dieser Abschnitt ebenso fertiggestellt wie der Abschnitt zwischen Pecica und Nădlac. Dadurch wurde die Europastraße 68 deutlich entlastet. Die Fertigstellung der Autobahn A1 auf der gesamten Strecke zwischen Sibiu und Nădlac wird für das Jahr 2018 erwartet.
Im Jahr 2013 wurde außerdem die Donaubrücke Neues Europa zwischen Widin und Calafat eröffnet, weshalb ein Teil des Transitverkehrs aus der Türkei und Bulgarien nun diesen Weg nimmt und erst in Arad wieder auf die Europastraße 68 zurückkommt.

## Bilder

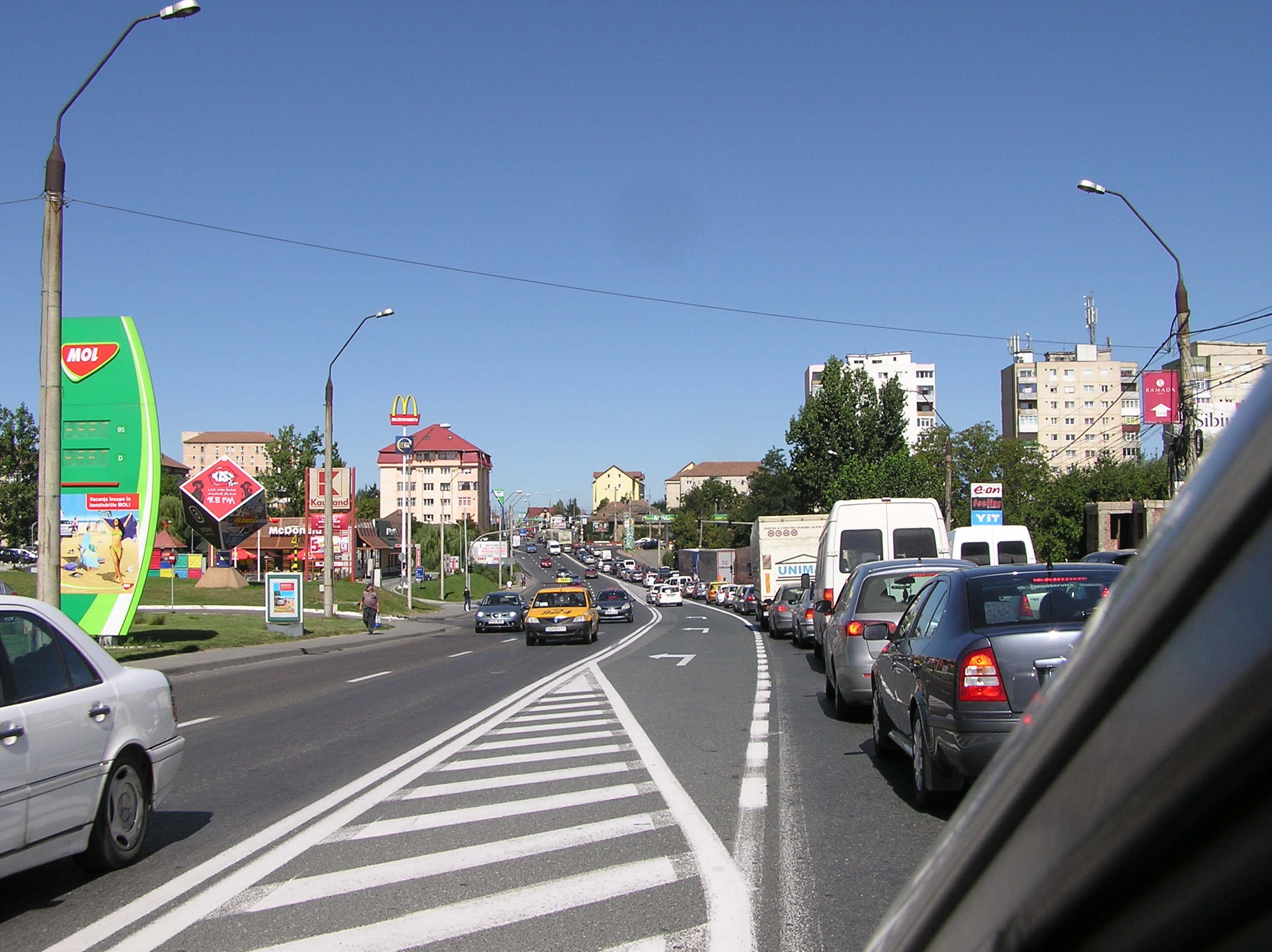
Die E68/E81 in Sibiu/Hermannstadt
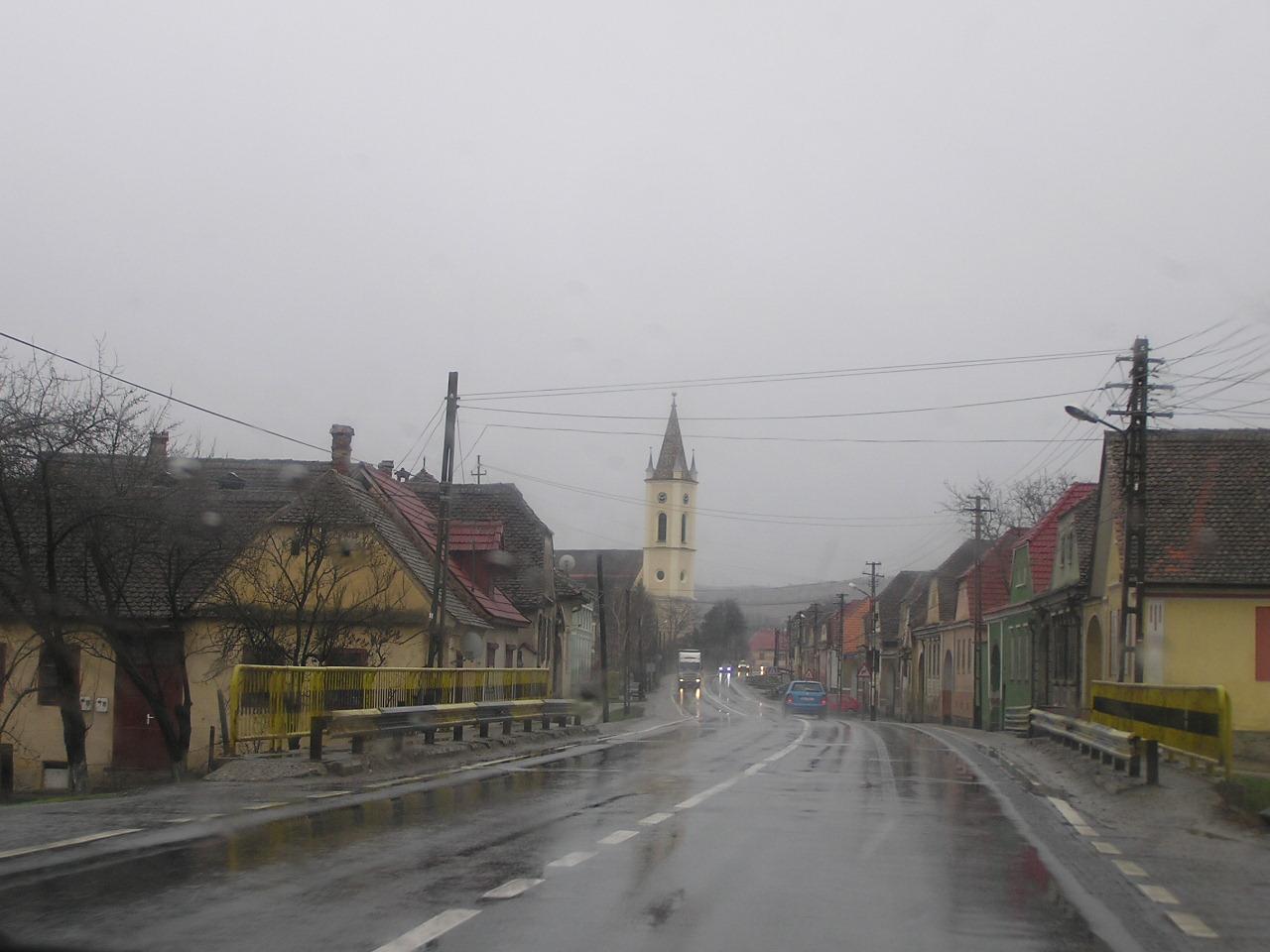
Ortsdurchfahrt Apoldu de Sus/Großpold
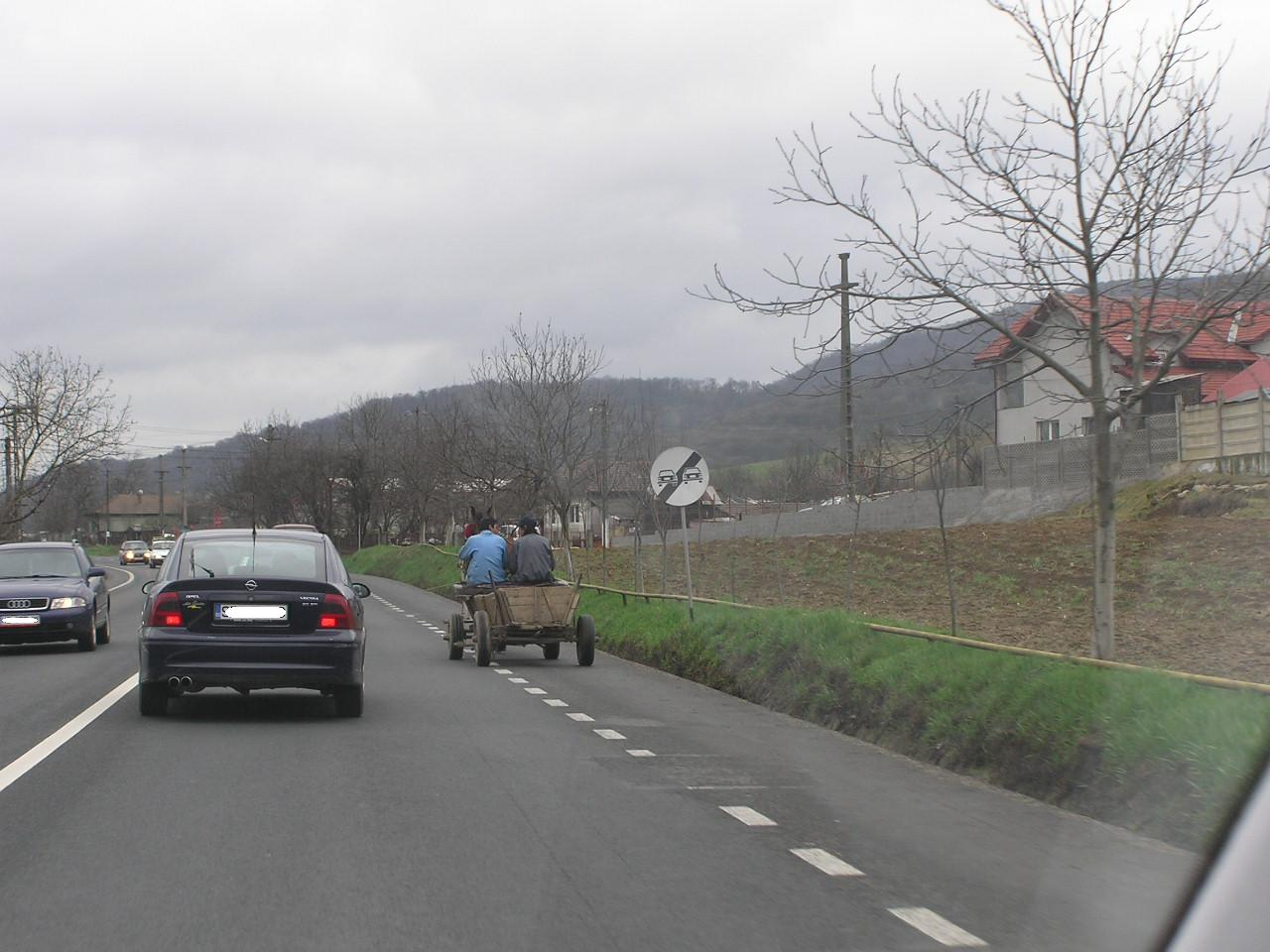
Das Dorf Mintia im Miereschtal; rechts die Reservespur für Traktoren und Pferdekutschen
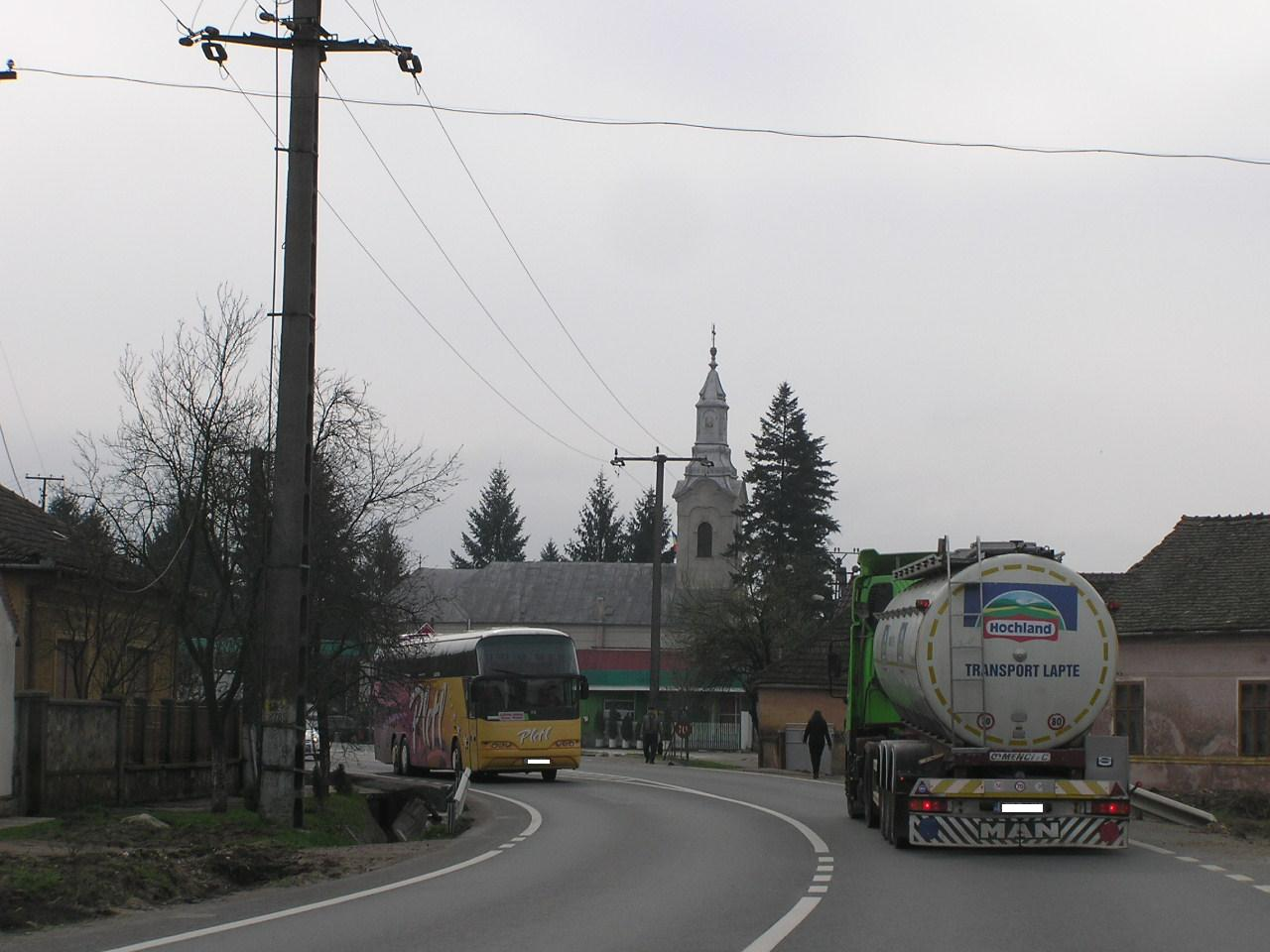
Die E68 im Dorf Lipova im Miereschtal
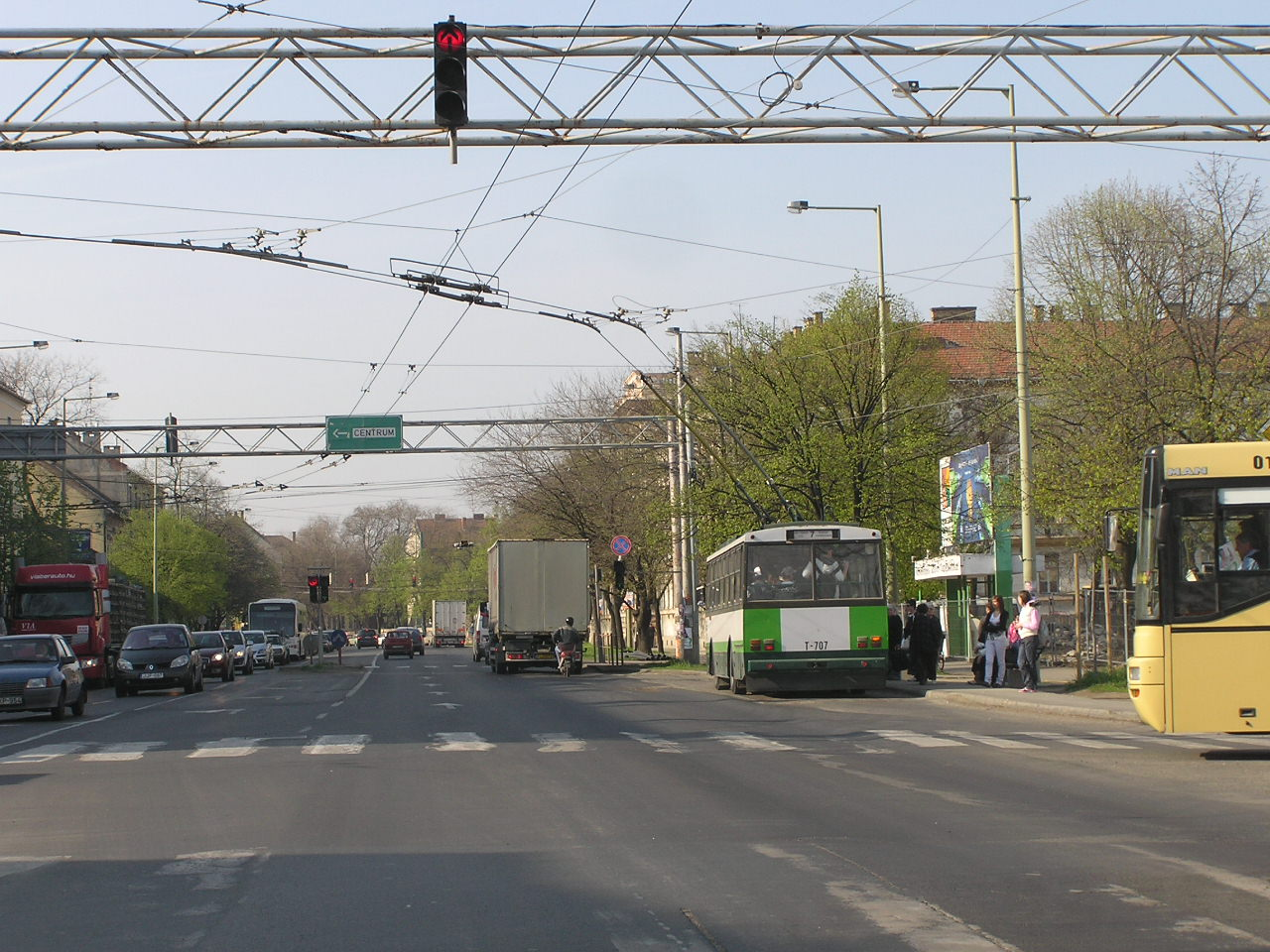
Ehemalige Durchfahrt durch Szeged, vor dem Bau der Autobahnumfahrung

## Geschichte
Vor 1992, im ehemaligen europäischen Straßennetz, verlief die E68 in Norwegen, Bergen - Oslo, über Nesttun-Norheimsund-Granby-Voss-Gudvangen-(Fähre)-Lærdal-Hønefoss-Oslo. Heute ist dies die E16, mit einigen neueren Straßen.